# Anna Bessonova
Pour les articles homonymes, voir Bessonova.
Anna Vladimirovna Bessonova (en ukrainien : Ганна Володимирівна Безсонова) est une gymnaste ukrainienne née le 29 juillet 1984 à Kiev en Ukraine.
La rude concurrence de l'équipe russe, notamment d'Alina Kabaeva, d'Irina Tchachina et plus tard d'Evguenia Kanaïeva, la fera souvent renoncer à la médaille d'or. Elle sera néanmoins championne du monde en 2007 ainsi que médaillée de bronze aux jeux olympiques d'Athènes et de Pékin. Très connue pour son exercice au cerceau sur la musique du ballet « Le Lac des cygnes », le public se souvient encore de la grâce, de l'élégance et de l'expression de ses performances.

## Biographie
Anna Bessonova est née le 29 juillet 1984 à Kiev. Elle est issue d'une famille de sportifs ; son père étant Vladimir Bessonov, un célèbre ancien joueur de football, et sa mère, Viktoria Serykh, une ancienne gymnaste rythmique ayant gagné deux fois les championnats du monde. Elle a aussi un frère, Alexandre.
Sa mère aurait voulu que sa fille fasse de la danse classique, mais à l'âge de 5 ans, Anna rêvait déjà de devenir une grande gymnaste. Ainsi, sous la supervision de sa mère, elle commence l'entraînement.

## Carrière
En 2001, lors des Championnats du Monde, Alina Kabaeva et sa compatriote Irina Tchachina, qui avaient respectivement remporté l'or et l'argent, furent déclarées positives au test antidopage. Elles perdirent leurs médailles. Tamara Yerofeeva, initialement troisième, remporta la médaille d'or. La Bulgare Simona Peycheva remporta l'argent et  Anna Bessonova la médaille de bronze.
En 2003, alors âgée de 19 ans, Anna Bessonova devient la chef de file de l'équipe d'Ukraine. A Budapest, Bessonova manque de près la médaille d'or à cause d'une mauvaise chute. Elle remporte également finales aux Championnats Européens 2003 - au cerceau, aux massues et au ruban.
Elle se qualifie pour la première fois aux Jeux olympiques d'été de 2004 et remporte la médaille de bronze au concours général individuel derrière la médaillée d'or Alina Kabaeva et la médaillée d'argent Irina Tchachina.
Aux Championnats du Monde 2005, Anna Bessonova rafle toutes les médailles d'argent (concours général, corde, massues, ballon, ruban). Aux Universidades 2005, elle termine 1re au concours général.
En 2007, lors des Championnats du Monde qui se déroulaient à Patras, en Grèce, elle remporte la médaillée d'or au concours général, devant Vera Sessina et Olga Kapranova.
Elle remporte les médailles d'or aux concours LA Lights 2008, Miss Valentine 2008, et la Deriugina Cup 2008. Bessonova termine 2e aux championnats d'Europe de Turin, derrière l'étoile montante Evgenia Kanaeva. Cette année est aussi marquée par les Jeux olympiques d'été de 2008, où elle termine 3e derrière la russe Evgenia Kanaeva et la biélorusse Inna Zhukova. 
L'année 2009 fut aussi une bonne année pour Anna, qui remporta la médaille de bronze dans les Championnats Européens et Mondiaux, derrière la médaillée olympique en titre Evgenia Kanaeva et sa compatriote Daria Kondakova. Elle participa également aux Universidades de Belgrade, en Serbie, où elle remporta quatre médailles d'argent, derrière Evgenia Kanaeva.
Toujours dans l'ombre de la grande gymnaste rythmique Kanaeva, Bessonova met finalement un terme à sa carrière en 2010, lors de la Deriugina Cup de Kiev.

## Palmarès

### Jeux olympiques
| Épreuve/Année    | Athènes 2004 | Pékin 2008 |
| ---------------- | ------------ | ---------- |
| Concours général | 3e           | 3e         |

### Championnats du monde
| Épreuve/Année    | Osaka 1999 | Madrid 2001 | La Nouvelle-Orléans 2002 | Budapest 2003 | Bakou 2005 | Patras 2007 | Mie 2009 |
| ---------------- | ---------- | ----------- | ------------------------ | ------------- | ---------- | ----------- | -------- |
| Par équipe       | 3e         | 1re         |                          | 2e            | 2e         | -           | 4e       |
| Concours général | -          | 3e          |                          | 2e            | 2e         | 1re         | 3e       |
| Corde            | -          | 3e          |                          |               | 2e         | -           | 3e       |
| Cerceau          | -          | 2e          |                          | 1re           |            | 3e          | -        |
| Ballon           | -          | 2e          |                          | 2e            | 2e         |             | 3e       |
| Massues          |            | 4e          |                          | 1re           | 2e         | 2e          |          |
| Ruban            | -          |             |                          | 2e            | 2e         | 2e          | 2e       |
| Par ensemble     |            |             | 1re                      |               |            |             |          |

### Championnats d'Europe
| Épreuve/Année    | Grenade 2002 | Riesa 2003 | Kiev 2004 | Moscou 2005 | Moscou 2006 | Bakou 2007 | Turin 2008 | Bakou 2009 |
| ---------------- | ------------ | ---------- | --------- | ----------- | ----------- | ---------- | ---------- | ---------- |
| Par équipe       | 2e           | -          | 2e        | 2e          | -           | 2e         | -          | 3e         |
| Concours général | 3e           | -          | 2e        | -           | 3e          | -          | 2e         |            |
| Corde            | -            | -          | -         | 3e          | -           | 5e         | -          | 3e         |
| Cerceau          | -            | 1er        | -         | -           | -           | 2e         | -          | 3e         |
| Ballon           | -            | 2e         | -         | 2e          | -           | -          | -          | 2e         |
| Massues          | -            | 1er        | -         | 3e          | -           | 3e         | -          |            |
| Ruban            | -            | 1er        | -         | 2e          | -           | 2e         | -          | 3e         |